# Альбільйос
Альбільйос (ісп. Albillos) — муніципалітет в Іспанії, у складі автономної спільноти Кастилія-і-Леон, у провінції Бургос. Населення — 217 осіб (2010).

## Географія
Муніципалітет розташований на відстані близько 210 км на північ від Мадрида, 12 км на південний захід від Бургоса.

### Клімат
| Клімат Альбільйоса      | Клімат Альбільйоса | Клімат Альбільйоса | Клімат Альбільйоса | Клімат Альбільйоса | Клімат Альбільйоса | Клімат Альбільйоса | Клімат Альбільйоса | Клімат Альбільйоса | Клімат Альбільйоса | Клімат Альбільйоса | Клімат Альбільйоса | Клімат Альбільйоса | Клімат Альбільйоса |
| Показник                | Січ.               | Лют.               | Бер.               | Квіт.              | Трав.              | Черв.              | Лип.               | Серп.              | Вер.               | Жовт.              | Лист.              | Груд.              | Рік                |
| Середній максимум, °C   | 6,7                | 8,9                | 12,0               | 13,3               | 17,2               | 22,0               | 26,4               | 26,7               | 22,9               | 16,5               | 10,7               | 7,6                | 15,9               |
| Середня температура, °C | 2,7                | 4,1                | 6,3                | 7,8                | 11,4               | 15,2               | 18,7               | 18,9               | 15,7               | 10,9               | 6,2                | 3,9                | 10,2               |
| Середній мінімум, °C    | −1,2               | −0,6               | 0,6                | 2,2                | 5,6                | 8,4                | 11,0               | 11,1               | 8,5                | 5,3                | 1,6                | 0,3                | 4,4                |
| Днів з опадами          | 8                  | 8                  | 6                  | 9                  | 10                 | 6                  | 4                  | 4                  | 5                  | 8                  | 8                  | 9                  | 85                 |
| ----------------------- | ------------------ | ------------------ | ------------------ | ------------------ | ------------------ | ------------------ | ------------------ | ------------------ | ------------------ | ------------------ | ------------------ | ------------------ | ------------------ |
| Джерело: www.yr.no      |                    |                    |                    |                    |                    |                    |                    |                    |                    |                    |                    |                    |                    |

## Демографія
Динаміка населення (INE ):